# Psychotria laxissima
Psychotria laxissima är en måreväxtart som beskrevs av Spencer Le Marchant Moore. Psychotria laxissima ingår i släktet Psychotria och familjen måreväxter. Inga underarter finns listade i Catalogue of Life.